# Soure (Portugal)
Soure is een gemeente in het Portugese district Coimbra.
De gemeente heeft een totale oppervlakte van 265 km² en telde 20.940 inwoners in 2001.

## Plaatsen in de gemeente
- Alfarelos
- Brunhós
- Degracias
- Figueiró do Campo
- Gesteira
- Granja do Ulmeiro
- Pombalinho
- Samuel
- Soure
- Tapéus
- Vila Nova de Anços
- Vinha da Rainha

## Geboren
- Lino Galvão (1941), Luxemburgs beeldhouwer